# Station Spalbeek
Station Spalbeek is een voormalig spoorweghalte langs de Belgische spoorlijn 35 (Leuven - Aarschot - Hasselt) in Spalbeek, een deelgemeente van de stad Hasselt.
In 1865 werd de stopplaats Spalbeek geopend. Het beheer gebeurde vanuit het station Kermt-Statie.
0,0: Leuven ·
3,8: Holsbeek ·
6,0: Putkapel ·
7,1: Rotselaar ·
9,1: Wezemaal ·
12,3: Gelrode ·
15,5: Aarschot ·
19,3: Langdorp ·
25,2: Testelt ·
28,1: Zichem ·
33,2: Diest ·
38,5: Zelem ·
41,1: Linkhout ·
43,2: Schulen ·
46,5: Spalbeek ·
48,3: Kermt-Dorp ·
49,9: Kermt-Statie ·
53,8: Hasselt